# Канадійський Фармер
«Канадійський фармер» — тижневик, найстаріша українська газета в Канаді.
Заснована англійською Ліберальною партією 1903 р. у Вінніпезі; точніше: Франк Олівер, міністр внутрішніх справ ліберального уряду на чолі з Вільфредом Лор'є. Видання газети фінансувала канадська Ліберальна партія, як свій орган для українських поселенців. Головними темами тижневика були канадські справи — зокрема діяльність Ліберальної партії, щоб українці підтримували цю партію в наступаючих виборах. 
Кілька разів міняла видавців (довгий час власником був Ф. Доячек (1913—1951) і політичний напрям; редагували учитель І. Неґрич, О. Меґас, З. Бичинський, А. Новак, О. Гикавий (1913—1932), Т. Дацків (1932—1940), К. Андрусишин (1940-1945), з 1945 М. Гикавий.